# Freddy kontra Jason
Freddy kontra Jason (ang. Freddy vs. Jason) – amerykański filmowy horror typu slasher z 2003 roku. Crossover dwóch dreszczowców z lat osiemdziesiątych: Koszmaru z ulicy Wiązów (1984) oraz Piątku, trzynastego (1980).
Reżyserii filmu podjął się azjatycki twórca Ronny Yu, który blisko pięć lat wcześniej zabłysnął w amerykańskim świecie filmowym czwartą częścią przygód Laleczki Chucky. W kinach Freddy kontra Jason miał zadowalającą frekwencję i przyniósł twórcom dochód osiemdziesięciu milionów dolarów.

## Fabuła
Freddy Krueger (Robert Englund), morderca ze Springwood, tkwi w piekle, przez co nie może kontynuować swoich okrutnych morderstw, póki mieszkańcy ulicy Wiązów nie przypomną sobie o jego zbrodniach. Postanawia wykorzystać psychopatycznego zabójcę znad Crystal Lake, Jasona Voorheesa (Ken Kirzinger), który w jego imieniu miałby dokonać rzezi na ulicy Wiązów. Pod postacią Pameli Voorhees (Paula Shaw), jedynej osoby, której Jason słuchał, Krueger przekonuje Voorheesa, by wymordował on nastolatków z ulicy Wiązów i przebudził w mieszkańcach miasta przekonanie, że sprawcą zbrodni jest Krueger.
Grupa młodzieży – Lori (Monica Keena), Kia (Kelly Rowland), Gibb (Katharine Isabelle) i Blake (David Kopp) – jest przesłuchiwana przez zastępcę szeryfa Scotta Stubbsa (Lochlyn Munro) w sprawie zabójstwa Treya (Jesse Hutch), chłopaka Gibb, który został zadźgany maczetą podczas imprezy odbywającej się w domu Lori. Po powrocie z komisariatu, Blake zostaje zamordowany przez Jasona.
Następnego dnia w szkole Kia, Gibb i Lori dowiadują się o zabójstwie Blake’a. Lori opowiada przyjaciółkom o swoim śnie, w którym objawił się jej Freddy Krueger. W szkole zjawia się dawny chłopak Lori, Will (Jason Ritter), który był przetrzymywany w szpitalu psychiatrycznym, ponieważ widział jak ojciec Lori – dyrektor zakładu – morduje jej matkę. Późnym wieczorem wszyscy wybierają się na rave, które odbywa się na opuszczonym polu uprawnym. Gibb zażywa pigułki gwałtu i zasypia, stając się tym samym bezwolną, potencjalną ofiarą Freddy’ego. Jednak, gdy ten ma zamiar ją uśmiercić, wyręcza go Jason, który stalowym prętem przebija ciało śpiącej dziewczyny i szykującego się do zgwałcenia jej imprezowicza, pochylającego się nad nią. Jason morduje grupę innych obecnych na imprezie nastolatków, tymczasem Lori, Will i Kia uciekają wraz z dwójką innych licealistów – Freeburgiem (Kyle Labine), organizatorem zabawy, i Lindermanem (Chris Marquette).
Następnego dnia bohaterowie, wraz z agentem Stubbsem, wybierają się do szpitala psychiatrycznego w Westin Hill, by zdobyć hipnocyl, lek, który pacjentom kliniki zapewnia bezpieczne sny, a co za tym idzie – ratuje ich od Freddy’ego. Freeburg zostaje opętany przez Kruegera i likwiduje większą część leków. Na miejscu zjawia się Jason, który morduje jednego z ochroniarzy, a następnie również Stubbsa. Freeburg, za pomocą dwóch strzykawek, usypia i unieszkodliwia Jasona, jednak nim spełnia swój plan, Voorhees przecina go maczetą na pół. Lori, Will, Kia i Linderman eksportują nieprzytomnego Jasona nad Crystal Lake, uważając, że najlepszym scenariuszem będzie zwycięstwo Jasona nad Freddym na „własnym polu”. Zadaniem Lori jest zażycie hipnocylu i popadnięcie w sen, a następnie wyciągnięcie Freddy’ego ze świata snu do rzeczywistości. W tym celu przyjaciele Lori mają ją w odpowiednim momencie obudzić. Gdy plan jest realizowany, zbudza się Jason i dochodzi do wypadku samochodowego. Okazuje się, że van zatrzymał się nieopodal Camp Crystal Lake, gdzie też bohaterowie się udają. Po zjawieniu się w jednej z opuszczonych kabin, bohaterowie zostają zaatakowani przez Jasona, a w domku wybucha pożar. W konfrontacji z Jasonem, Linderman zostaje nadziany na fragment fundamentu, niefortunnie wystający ze ściany. Ręka Lori zostaje poparzona, więc dziewczyna się budzi, ściągając tym samym Freddy’ego do realnego świata. Nim Jason i Freddy przystępują do pojedynku, Voorhees morduje Kię. Po dłuższej walce Kruegera i Voorheesa, do akcji wkraczają także Will i Lori, którzy najpierw nawilżają benzyną podest, na którym walczą psychopaci, by następnie go podpalić. Po dłuższej walce wydaje się, że mordercy zostali unicestwieni, jednak niespodziewanie Freddy, z maczetą Jasona w dłoni, rusza na Lori i Willa. Nagle z jeziora wynurza się Jason, który przebija go jego własną, oderwaną dłonią, a następnie wpada do wody, osłabiony w wyniku ran odniesionych w walce z Freddym. Freddy, w wyniku przebicia, pada na kolana, a Lori dekapituje go maczetą Voorheesa. Zarówno ciało jak i głowa Freddy’ego wpadają do wody. Następnie Lori wrzuca do wody maczetę Jasona.
Następnego ranka Jason wychodzi z jeziora, trzymając w lewej ręce maczetę, a w prawej odciętą głowę Freddy’ego. Gdy Jason wychodzi z wody i znajduje się na lądzie, głowa Freddy’ego mruga, a następnie w tle słychać złowieszczy śmiech Freddy’ego.

### Alternatywny początek
Istnieje zlikwidowana sekwencja początkowa filmu, rozgrywająca się na kempingu Camp Crystal Lake. Chłopiec, imieniem Billy, opowiada młodej opiekunce Heather (Odessa Munroe) o swoim koszmarze. Prosi ją, by została z nim do momentu, aż zaśnie, jednak ta odmawia i urządza sobie kąpiel nago w miejscowym jeziorze. Nad Crystal Lake płoszą ją jednak dziwne odgłosy, więc Heather panikuje i ubiera się z powrotem, rezygnując z kąpieli. Jest ścigana przez grasującego na kempingu mordercę – Jasona Voorheesa, więc ucieka do kabiny, w której zostawiła Billy’ego. Drzwi są zamknięte, a chłopiec ignoruje wołanie o pomoc Heather, zostawiając ją na pastwę losu Jasonowi. Scena, choć przemontowana i dość merytorycznie zmieniona, została ujęta w filmie, podczas napisów końcowych identyfikując jednak postać Heather jako „dziewczynę znad jeziora” oraz pozbywając się postaci Billy’ego. Sekwencja była przez krótki okres udostępniona w serwisie YouTube.

### Alternatywne zakończenie
W alternatywnym zakończeniu, rozgrywającym się dwa miesiące od finałowych wydarzeń filmu, Lori i Will spędzają upojną noc w domu dziewczyny. Para decyduje się na odbycie stosunku płciowego, który z czasem dla Lori staje się coraz mniej przyjemny. Ostatecznie Will zmienia się we Freddy’ego Kruegera i zabija Lori.

## Obsada
| Rola                 | Aktor                 |
| -------------------- | --------------------- |
| Lori Campbell        | Monica Keena          |
| Will Rollins         | Jason Ritter          |
| Kia Waterson         | Kelly Rowland         |
| Charlie Linderman    | Christopher Marquette |
| Gibb                 | Katharine Isabelle    |
| agent Scott Stubbs   | Lochlyn Munro         |
| Mark Davis           | Brendan Fletcher      |
| Bobby Davis          | Zack Ward             |
| Bill Freeburg        | Kyle Labine           |
| Trey                 | Jesse Hutch           |
| Blake                | David Kopp            |
| Heather              | Odessa Munroe         |
| Pamela Voorhees      | Paula Shaw            |
| Jason Voorhees       | Ken Kirzinger         |
| Młody Jason Voorhees | Spencer Stump         |
| Freddy Krueger       | Robert Englund        |

## Morderstwa

### Morderstwa popełnione przez Jasona Voorheesa
- 1. Heather – zadźgana maczetą
- 2. Trey – zadźgany maczetą i złamany w pół
- 3. Ojciec Blake’a – zdekapitowany
- 4. Blake – zadźgany maczetą
- 5. Frisell – przebity rurą
- 6. Gibb – przebita rurą
- 7. Chłopak na imprezie – złamany kark
- 8. Shack – przebity płonącą maczetą
- 9. Imprezowicz #1 – zadźgany maczetą
- 10. Imprezowicz #2 – zadźgany maczetą
- 11. Imprezowicz #3 – zadźgany maczetą w brzuch
- 12. Imprezowicz #4 – zadźgany maczetą
- 13. Imprezowicz #5 – zadźgany maczetą (poza ekranem)
- 14. Ochroniarz – zgnieciony ciężkimi drzwiami
- 15. Agent Stubbs – porażony prądem
- 16. Freeburg – przecięty w pół maczetą
- 17. Linderman – nabity na wspornik półki
- 18. Kia – zadźgana maczetą

### Morderstwa popełnione przez Freddy’ego Kruegera
- 1. Mała dziewczynka – zabita poza ekranem (w retrospekcji)
- 2. Mark – zadźgany i spalony żywcem
- 3. Matka Lori – zadźgana w brzuch (w retrospekcji)

### Morderstwa popełnione przez Lori Campbell
- 1. Freddy Krueger – zdekapitowany

## Odbiór
Film został negatywnie odebrany przez krytyków. Serwis Rotten Tomatoes przyznał mu wynik 41%. Albert Nowicki (witryna His Name Is Death) nazwał Freddy’ego kontra Jasona „najbardziej rozczarowującym horrorem ostatnich lat”, a także „na wpół amatorską sieczką”, nakręconą przez „nieodpowiedzialną ekipę realizacyjną”.

## Sequel
Od kilku lat regularnie powraca się do spekulacji dotyczących ewentualnej kontynuacji wątku przedstawionego w filmie. Pierwotną kontynuacją historii była limitowana seria komiksów Dynamite Entertainment pt. Freddy vs. Jason vs. Ash, w której antybohaterowie Koszmaru z ulicy Wiązów i Piątku, trzynastego stanęli naprzeciw bohatera Martwego zła Sama Raimiego. W wywiadzie udzielonym w marcu 2006 roku Robert Englund zdradził, że wytwórnia New Line Cinema jest w trakcie rozmów z Johnem Carpenterem dotyczących wykorzystania w sequelu postaci Michaela Myersa. Niemniej jednak, obecnie informacji na temat domniemanego sequela brakuje.
New Line Cinema zajęła się z kolei dystrybucją remake’ów korzeni obydwu serii – w lutym 2009 roku na ekranach amerykańskich kin zadebiutował film Marcusa Nispela Friday the 13th, reboot pierwowzoru Seana S. Cunninghama; zaś w roku 2010 zaprezentowano w kinach remake Koszmaru z ulicy Wiązów Wesa Cravena. Oba filmy zostały jednak negatywnie przyjęte przez krytyków.